# Cadel Evans
Cadel Lee Evans (ur. 14 lutego 1977 w Katherine) – australijski kolarz szosowy i górski, złoty medalista szosowych mistrzostw świata i Igrzysk Wspólnoty Narodów, pierwszy australijski zwycięzca Tour de France.
Evans jest najbardziej utytułowanym kolarzem w historii Australii. W swojej wieloletniej karierze dwukrotnie wygrał Puchar Świata w kolarstwie górskim (1998, 1999), triumfował na trasie Tour de France, stał na podium Giro d’Italia i Vuelta a España. Na przestrzeni lat odnosił sukcesy w wyścigach etapowych takich jak Tour de Romandie, Tirreno-Adriático czy Giro del Trentino, a w 2007 roku wygrał klasyfikację UCI ProTour.
W karierze wygrał dwa ważne wyścigi jednodniowe. W 2009 roku w szwajcarskim Mendrisio wywalczył tytuł mistrza świata w wyścigu ze startu wspólnego, a rok później wygrał prestiżowy klasyk La Fleche Wallonne.
Karierę sportową zakończył w wieku 37 lat, 1 lutego 2015, po zajęciu 5. miejsca w wyścigu swojego imienia.

## Życiorys
Evans sukcesy na rowerze odnosić zaczął już jako junior, trzykrotnie zdobywając tytuł mistrza kraju, srebrne i brązowe medale na mistrzostwach świata U-23, a także wygrywając Puchar Świata w sezonach 1998 i 1999. Na igrzyskach olimpijskich w Sydney zajął siódme miejsce. Mimo tak wielu zwycięstw, w połowie 2000 roku postanowił kolejny raz zmienić dyscyplinę – tym razem na kolarstwo szosowe.
Profesjonalną karierę rozpoczął w zespole Saeco w 2001. W następnym sezonie przeniósł się do Mapei. Stamtąd przeniósł się do niemieckiego zespołu T-Mobile, gdzie występował w latach 2003–2004. W 2005 przeniósł się do Davitamon-Lotto. W barwach tej ekipy po raz pierwszy wystartował w Tour de France, zajął wtedy ósme miejsce w klasyfikacji generalnej tego wyścigu. Był pierwszym Australijczykiem w pierwszej dziesiątce Tour de France od czasów Phila Andersona. Evans pokazał wtedy swoje umiejętności w jeżdżeniu po górach dotrzymując kroku Armstrongowi, Basso, a także Ullrichowi. W 2006 wygrał szwajcarski wyścig Tour de Romandie, zostawiając w tyle Alberto Contadora i Alejandro Valverde.
27 września 2009 podczas Mistrzostw Świata w Mendrisio zdobył tęczową koszulkę mistrza świata w wyścigu ze startu wspólnego.
W 2011 wygrał Tour de France, zostając pierwszym australijskim zwycięzcą w tym wyścigu. Koszulkę lidera, dzięki drugiemu miejscu w jeździe indywidualnej na czas, zdobył na przedostatnim etapie wyścigu, wygrywając z prowadzącymi wówczas w klasyfikacji generalnej braćmi Schleck: Andym i Frankiem.
Ponadto w 2001 wygrał etap Österreich-Rundfahrt, a w 2004 wygrał klasyfikację generalną tego wyścigu. W 2002 wygrał etap Tour Down Under, a także zajął czternaste miejsce w klasyfikacji generalnej Giro d’Italia. Jest również dwukrotnym zdobywcą drugiego miejsca w Tour de France (2007, 2008). W sezonie 2007 zwyciężył w klasyfikacji generalnej UCI ProTour po tym, jak zdyskwalifikowany został Włoch Danilo Di Luca. Natomiast w sezonie 2011 zajął drugie miejsce w klasyfikacji końcowej UCI World Tour, w której lepszy był tylko Belg Philippe Gilbert.

## Najważniejsze osiągnięcia
- 2001
  - 1. miejsce w Österreich-Rundfahrt
  - 1. miejsce na 4. etapie Tour of Alberta
- 2002
  - 1. miejsce na 5. etapie Tour Down Under
    -  1. miejsce w klasyfikacji górskiej

  - 3. miejsce w Tour de Romandie
  - 4. miejsce w Österreich-Rundfahrt
  - 10. miejsce w Paryż-Nicea
- 2003
  - 10. miejsce w Tour Down Under
    -  1. miejsce w klasyfikacji górskiej
- 2004
  - 1. miejsce w Österreich-Rundfahrt
    - 1. miejsce na 2. etapie
- 2005
  - 8. miejsce w Tour de France
  - 8. miejsce w Paryż-Nicea
  - 5. miejsce w Liège-Bastogne-Liège
  - 9. miejsce w La Flèche Wallonne
- 2006
  -  1. miejsce w Tour de Romandie
    - 1. miejsce na 5. etapie

  - 5. miejsce w Tour de France
- 2007
  - 2. miejsce w klasyfikacji generalnej Tour de France
  - 7. miejsce w Paryż-Nicea
  - 4. miejsce w Vuelta a España
  - 1. miejsce w klasyfikacji generalnej UCI ProTour
- 2008
  - 1. miejsce w Settimana Internazionale di Coppi e Bartali
  - 2. miejsce w Dauphiné Libéré
  - 1. miejsce na 4. etapie Vuelta a Andalucía
  - 2. miejsce w Tour de France
- 2009
  -  1. miejsce w Mistrzostwach Świata w indywidualnym wyścigu szosowym w Mendrisio
  - 2. miejsce w Critérium du Dauphiné Libéré
    - 1. miejsce na prologu
    -  1. miejsce w klasyfikacji punktowej

  - 3. miejsce w Vuelta a España
- 2010
  - 1. miejsce w La Flèche Wallonne
  - 3. miejsce w Tirreno-Adriático
  - 5. miejsce w Giro d’Italia
    - 1. miejsce na 7. etapie
    -  1. miejsce w klasyfikacji punktowej
- 2011
  -  1. miejsce w Tirreno-Adriático
    - 1. miejsce na 6. etapie

  -  1. miejsce w Tour de Romandie
  -  1. miejsce w Tour de France
    - 1. miejsce na 4. etapie
- 2012
  - 1. miejsce Critérium International
    - 1. miejsce na 2 etapie

  - 1. miejsce na 1. etapie Critérium du Dauphiné
    -  1. miejsce w klasyfikacji punktowej

  - 7. miejsce w Tour de France
- 2013
  - 3. miejsce w Giro d’Italia
- 2014
  - 2. miejsce w Tour Down Under
    - 1. miejsce na 3. etapie Tour Down Under

  - 7. miejsce w Vuelta al País Vasco
  - 1. miejsce w Giro del Trentino
    - 1. miejsce na 3. etapie

  - 8. miejsce w Giro d’Italia
- 2015
  - 3. miejsce w Tour Down Under

## Starty w Wielkich Tourach
| Grand Tour | 2002 | 2003 | 2004 | 2005 | 2006 | 2007 | 2008 | 2009 | 2010 | 2011 | 2012 | 2013 | 2014 |
| ---------- | ---- | ---- | ---- | ---- | ---- | ---- | ---- | ---- | ---- | ---- | ---- | ---- | ---- |
| Giro       | 14.  | -    | -    | -    | -    | -    | -    | -    | 5.   | -    | -    | 3.   | 8.   |
| Tour       | -    | -    | -    | 8.   | 4.   | 2.   | 2.   | 30.  | 26.  | 1.   | 7.   | 39.  | -    |
| Vuelta     | -    | -    | 60.  | -    | -    | 4.   | -    | 3.   | -    | -    | -    | -    | 52.  |